# Labrusco
Labrusco ist eine Rotweinsorte. Die rote Rebsorte wird in der nordportugiesischen Region Douro angebaut. Zugelassen ist sie darüber hinaus im Minho und somit in den Weinen des Vinho Verde. Die ertragsstarke Sorte ergibt einfache Rotweine, die ausschließlich im Verschnitt mit anderen Rebsorten zum Einsatz kommt.
Der Name Labrusco wird häufig falsch verwendet:
- Zum einen kann der italienische Lambrusco, eine Rebsortenfamilie, die den schäumenden Rotwein gleichen Namens ergibt, gemeint sein.
- Manchmal wird aber auch die Wildrebe Vitis labrusca nur kurz Labrusco genannt.
- Labrusco ist ebenfalls ein Synonym der weißen Rebsorte Palomino.

- Synonyme: keine bekannt
- Abstammung: unbekannt

## Ampelographische Sortenmerkmale
In der Ampelographie wird der Habitus folgendermaßen beschrieben:
- Die Triebspitze ist stark weißwollig behaart, mit karminrotem Anflug. Die Jungblätter sind von gelblicher Farbe und bronzefarben gefleckt (Anthocyanflecken).
- Die mittelgroßen Blätter sind meist fünflappig (seltener siebenlappig) und tief gebuchtet. Die Stielbucht ist lyren-förmig offen, wobei sich die Enden gelegentlich überlappen. Der Blattrand ist stumpf gezähnt. Die Zähne sind im Vergleich der Rebsorten mittelgroß. Die Blattoberfläche (auch Spreite genannt) ist kaum blasig.
- Die kegelförmige Traube ist mittelgroß und mäßig dichtbeerig. Die rundlichen Beeren sind klein bis mittelgroß und von schwarzblauer Farbe.